# DRG řada E 18
Lokomotivy řady E 18 společně s prototypy řady E 19 představovaly vrchol konstrukce předválečných německých elektrických lokomotiv. Současně však zakončily éru rámových elektrických lokomotiv s běžnými dvojkolími. Budoucnost patřila podvozkovým lokomotivám se všemi hnacími dvojkolími.

## Vznik a vývoj
Již během výroby lokomotiv řady E 04 začalo být DRG zřejmé, že se svojí maximální rychlostí 130 km/h nebude stačit požadavkům na zvyšování rychlosti v rychlíkové dopravě. V roce 1933 obdržela firma AEG požadavek na vývoj a výrobu 92 lokomotiv pro vozbu těžkých rychlíků s maximální rychlostí vyšší než 120 km/h, která měla po mechanické stránce vycházet z řady E 17 a po elektrické z řady E 04. O dva roky později byly dodány první dva prototypy. V roce 1936 byly dodány stroje 05 - 27. Pro vývoj ještě rychlejší a výkonnější lokomotivy E 19 proběhly již na přelomu let 1935/36 zkušební jízdy mezi Mnichovem a Stuttgartem, při kterých bylo dosaženo rychlosti 165 km/h. V roce 1937 na výstavě v Paříži dostala E 18 22 velkou cenu - Grand Prix za celkovou stavbu, výkon a stanoviště strojvedoucího a čestné uznání za celosvařovaný rám. Ve stejném roce pokračovaly dodávky stroji 28 - 33 a v roce 1938 bylo dodáno 11 lokomotiv čísel 34 - 44. V roce 1939 byla zahájena výroba druhé série 48 lokomotiv, která již nebyla dokončena. V roce 1939 šlo o lokomotivy čísel 045 - 052 a poslední, E 18 053 byla převzata 7. 1. 1940. Zbytek objednávky byl stornován. Lokomotivy E 18 045 - 053 obdržely již třímístná inventární čísla.
Poté byla uzavřena další smlouva na dodávku 30 lokomotiv řady E 18, avšak v březnu 1941 byla změněna na 30 strojů řady E 94, která se ukázala pro válečnou dopravu jako potřebnější.
Původně bylo zamýšleno nasazení této řady především v dálkové dopravě mezi Mnichovem a Berlínem. Od 2. listopadu 1942 vozily také vlaky mezi Mnichovem a Lipskem, i když ne v celé délce trati. Důvodem bylo odlišné trakční vedení ve středním Německu, jehož rekonstrukci zabránil další průběh války.
Sedm lokomotiv bylo nasazeno ve Slezsku - v Hirschbergu. V roce 1945 byly před postupující Rudou armádou staženy přes Prahu do Mnichova.

## Poválečná éra

### Válečné ztráty
Většinou následkem leteckých útoků bylo zničeno šest lokomotiv. V roce 1943 byla zničena E 18 09 ve Stuttgartu a E 18 23, 33 a 052 v Mnichově. O rok později měla E 18 15 u Zhořelce kolizi s polským motorovým vozem ukořistěným prchajícími obléhateli z Varšavy a E 18 04 byla zničena náletem v Stuttgartu. Po konci války byly zrušeny další dva stroje - E 18 01 na následky poškození při náletu a 07 po nehodě.
Po skončení druhé světové války se nacházelo 34 lokomotiv na území okupačních zón západních mocností, 11 v sovětské okupační zóně a dvě v Rakousku.

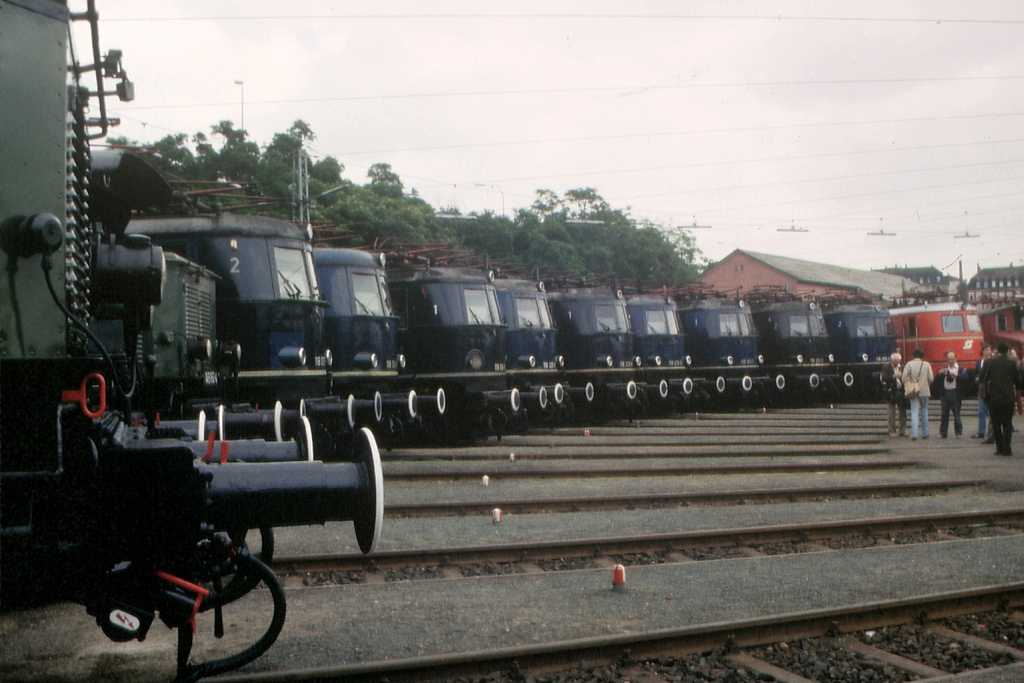
Přehlídka řady 118 při příležitosti ukončení provozu v roce 1984 ve Würzburgu

### Nasazení u Deutsche Bundesbahn
DB nechaly v 50. letech u firem Krupp a AEG postavit z dochovaných dílů další dvě lokomotivy této řady - E 18 054 a 055. Po převzetí dalších pěti strojů z NDR dosáhl počet těchto lokomotiv 41 kusů. Nasazovány byly převážně v Bavorsku, do roku 1959 i ve Stuttgartu. V roce 1968 došlo k přeznačení na řadu 118. Od 26. 5. 1974 byly všechny staženy do depa Würzburg. V roce 1980 bylo v provozu ještě 37 lokomotiv, v roce 1983 již jen 22 a koncem července 1984 byly z provozu vyřazeny úplně. Většina z nich byla do roku 1986 sešrotována.

### Nasazení u Deutsche Reichsbahn (NDR)
Po válce zbylo na území pozdější NDR pět provozuschopných lokomotiv řady E 18 - 28, 34 a 44 v Lipsku a 24 a 48 v Saalfeldu. Již v roce 1946 byly odvezeny jako válečná reparace do Sovětského Svazu. V roce 1952 byly navráceny, ale vzápětí je Deutsche Reichsbahn prodaly Deutsche Bundesbahn, aby získala prostředky na obnovu parku parních lokomotiv (Trakční vedení i další zařízení pro elektrický provoz byly také součástí válečných reparací).
Kromě toho stálo v bývalé továrně AEG v Hennigsdorfu dalších šest poškozených E 18: 04, 19, 23, 31, 40 a 43. V letech 1958 - 1960 z nich byly postupně zprovozněny tři stroje - E 18 31, 19, a 40 s použitím dílů ze 43. V červnu 1967 bylo rozhodnuto upravit dvě z nich - 19 a 40 pro VES-M Halle pro zkoušky nových osobních vozů s maximální rychlostí 180 km/h. E 18 31 byla ve stejnou dobu zkušebně vybavena jedním polopantografem. Jako první byla předána 31. 5. 1969 E 18 19, následovala ji 29. 8. téhož roku E 18 40. Tu však v tentýž den potkala u obce Grosskorbetha těžká nehoda, lokomotiva byla odstavena a v roce 1972 zrušena. Na místo ní byla upravena E 18 31, která byla 26. 6. 1970 převzata již s novým označením - 218 031-3.

### Nasazení u ÖBB
Rakouské spolkové dráhy objednaly koncem 30. let pro trať Salcburk - Vídeň 8 lokomotiv E 18. Tyto lokomotivy nepatrně odlišných parametrů byly dodány v období únor - říjen 1940 a označeny jako E 18 201 - 208. V důsledku politických změn je přebírala již DRG. V roce 1943 byly do Rakouska převedeny ještě stroje E 18 42 a 046. Obě již zůstaly v Rakousku. E 18 42 byla označena jako 1118.01, z E 18 46 a rakouské E 18 206 vznikla 1018.101. Oběma zůstala maximální rychlost 150 km/h a tak až do příchodu řady 1042.5 byly nejrychlejšími rakouskými lokomotivami. Stejně jako ostatní 1018 prodělaly i tyto stroje některé výrazné rekonstrukce - dosazení dvou čelních skel, změna čelních světel, úpravy elektrického zařízení, náhrada pružin v pohonu pryžovými prvky. Jako první z rakouských dojezdila 16. 5. 1980 1018.101, poslední byly odstaveny 02 a 08 dne 1. 12. 1992. Jako muzejní zůstala zachována 1018.05

## Barevné varianty
E 18 byly dodávány v ocelově modrošedém odstínu. Po roce 1945 lakovaly spolkové i říšské dráhy své stroje modře nebo zeleně. Po roce 1975 dostaly stroje DB čísel 013, 028 a 049 kombinaci béžové a oceánské modři, která byla obvyklá u vozidel pro dálkovou dopravu. Lokomotivy ÖBB byly v pozdějším období opatřeny standardním oranžovým nátěrem rakouských lokomotiv.

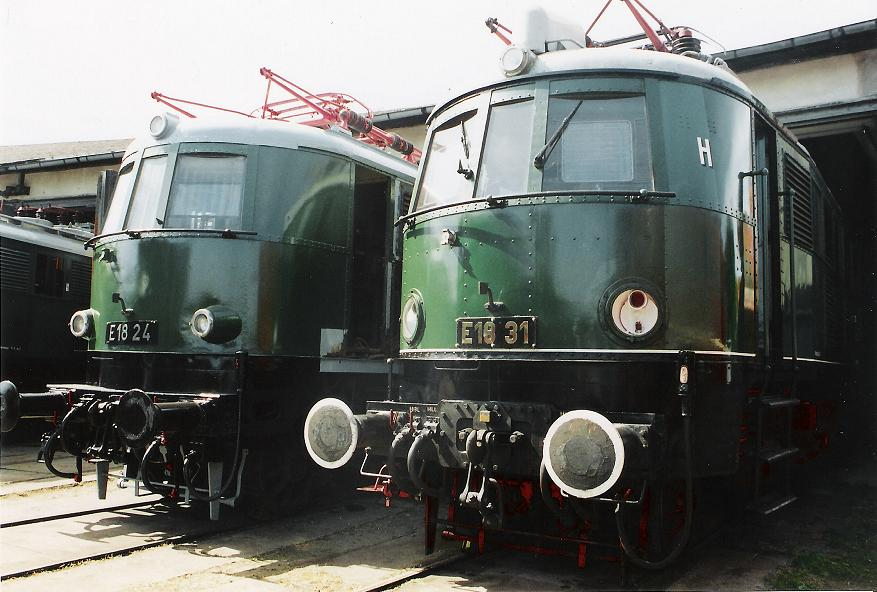
E 18 v zeleném
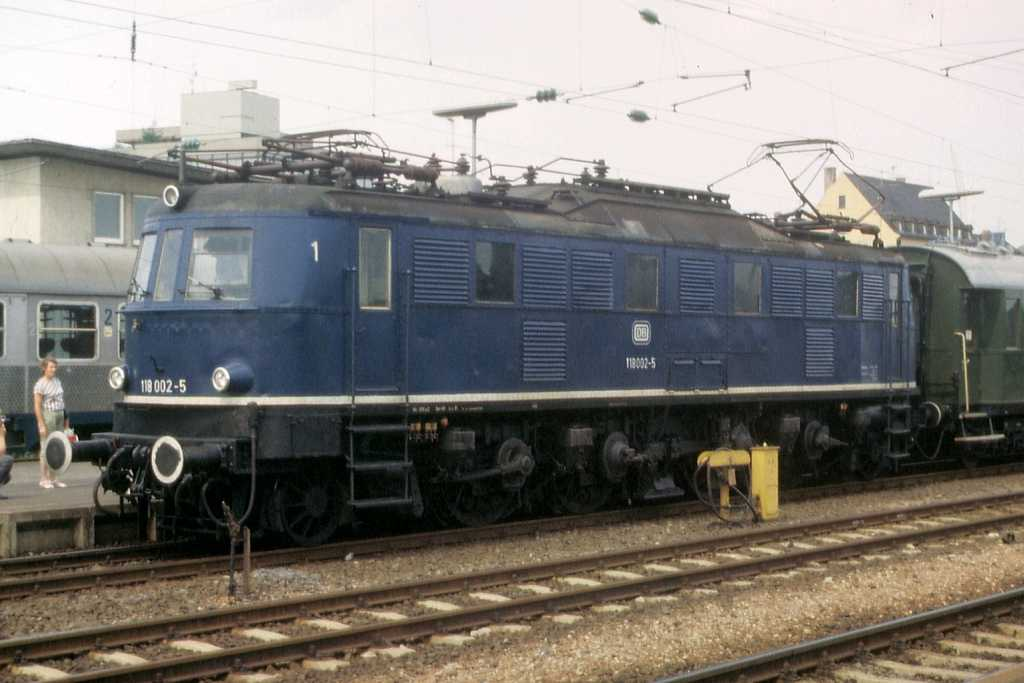
E 18 02 v modré barvě DB
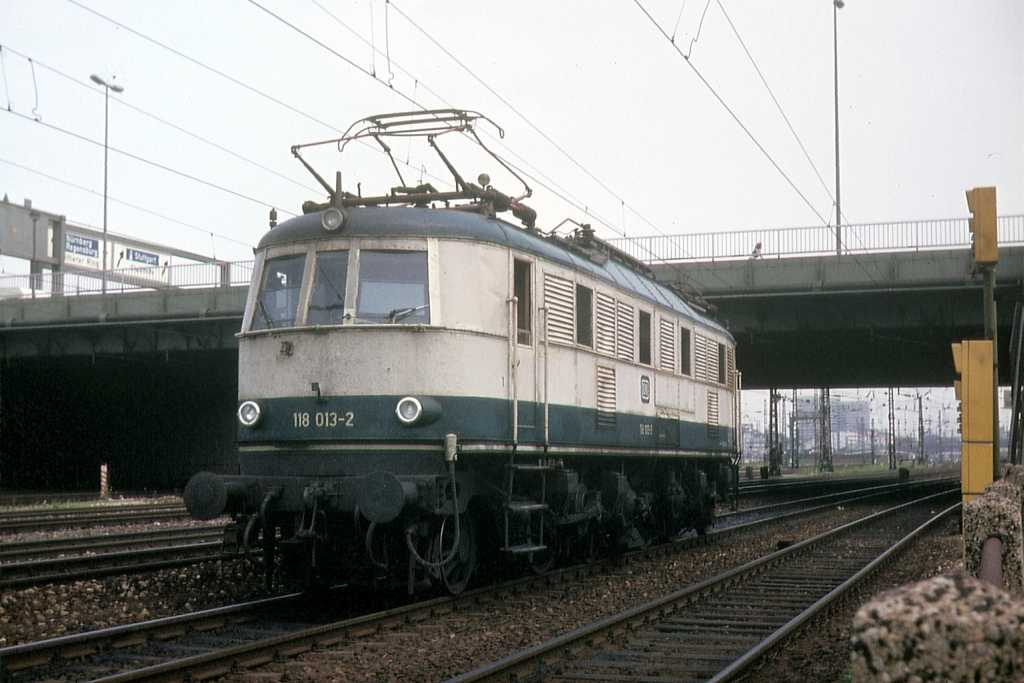
118 v kombinaci béžové a modré
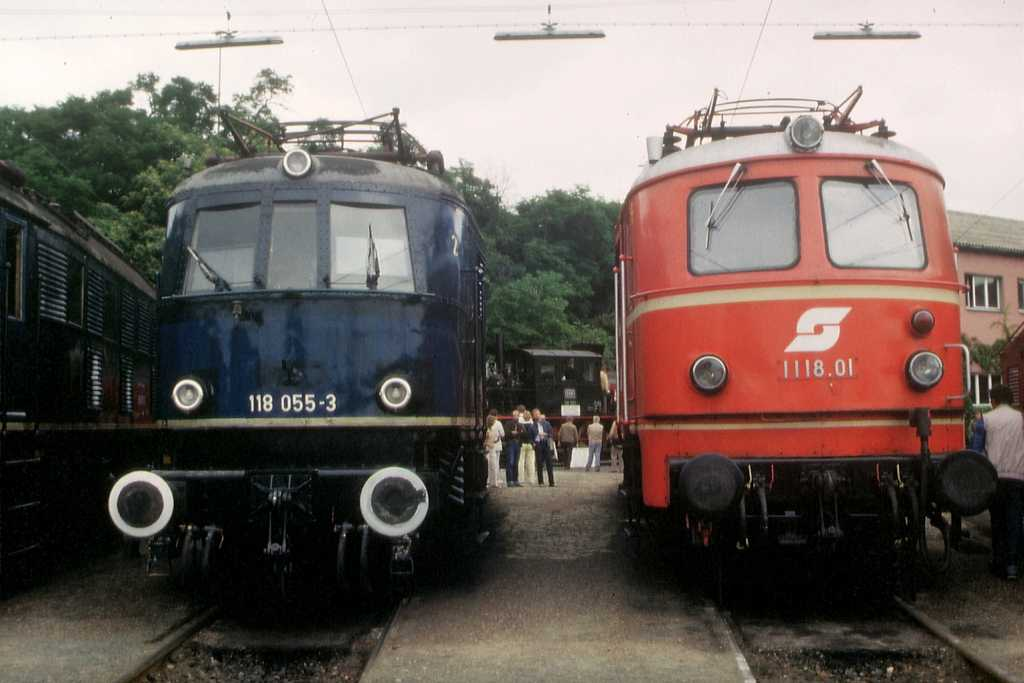
DB 118 a ÖBB 1118

## Technické údaje

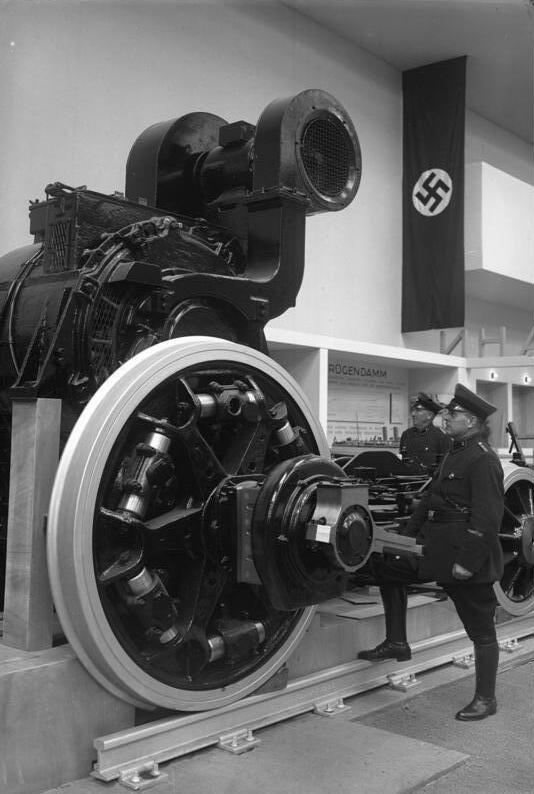
Podvozek E 18 na výstavě v roce 1934

Lokomotivní konstrukci tvořil svařovaný rám, ve kterém byla zasazena dvojkolí s koly o průměru 1600 mm. Skříň lokomotivy byla nýtovaná. Krajní hnací dvojkolí byla spojena s běhouny do Krauss-Helmholtzova podvozku. Motory byly uloženy v rámu a poháněly dvojkolí prostřednictvím dutých hřídelů. Hodinový výkon německých strojů činil 3040 kW při rychlosti 117 km/h, u rakouských 3350 kW při rychlosti 90 – 100 km/h. Regulace pohonu byla odbočková. Na rozdíl od starších konstrukcí neovládal strojvedoucí řadič odboček mechanicky, ale ten byl poháněn elektrickým servomotorem. Strojvedoucí ovládal řazení pákou s polohami «Auf» (nahoru) nebo «Ab» (dolů) a s přídavnými polohami «Schnell-Auf» nebo «Schnell-Ab» (rychle nahoru – rychle dolů).
Rakouské lokomotivy byly přizpůsobeny sklonově náročnějším tratím – měly zesílené transformátory, silnější motory shodné s řadou E 19 a měly též větší převod a tím pádem nižší maximální rychlost.

## Zachované stroje
Z 55 lokomotiv E 18 se dochovalo šest:
- E 18 03 v muzeu DB Koblenz/Mosel
- E 18 08 vlastní nadace Bahn-Sozialwerk Garmisch a stojí v Železničním parku v Augsburgu.
- E 18 19 je v soukromém vlastnictví a stojí v bývalém depu Glauchau.
- E 18 24 chce město Gemünden / Main – tradiční železniční uzel – postavit na pomník, nyní je ve Výmaru restaurována spolkem TEV Thüringer Eisenbahn e.V.
- E 18 31 patří Dopravnímu muzeu v Drážďanech a je deponována v Halle
- E 18 47 vlastní Dopravní muzeum v Norimberku